# Brook Islands
Brook Islands är öar i Australien. De ligger i delstaten Queensland, omkring 1 200 kilometer nordväst om delstatshuvudstaden Brisbane. På Brook Islands finns Brook Islands National Park.
Savannklimat råder i trakten. Genomsnittlig årsnederbörd är 1 995 millimeter. Den regnigaste månaden är februari, med i genomsnitt 509 mm nederbörd, och den torraste är augusti, med 20 mm nederbörd.